# مساعد إبراهيم
مساعد إبراهيم السويلم لاعب كرة قدم سعودي سابق، لعب في نادي الشباب، ومثل المنتخب السعودي.

## روابط خارجية
- مساعد إبراهيم على موقع الاتحاد الدولي (مؤرشف)  (الإنجليزية)